# Örebro HK

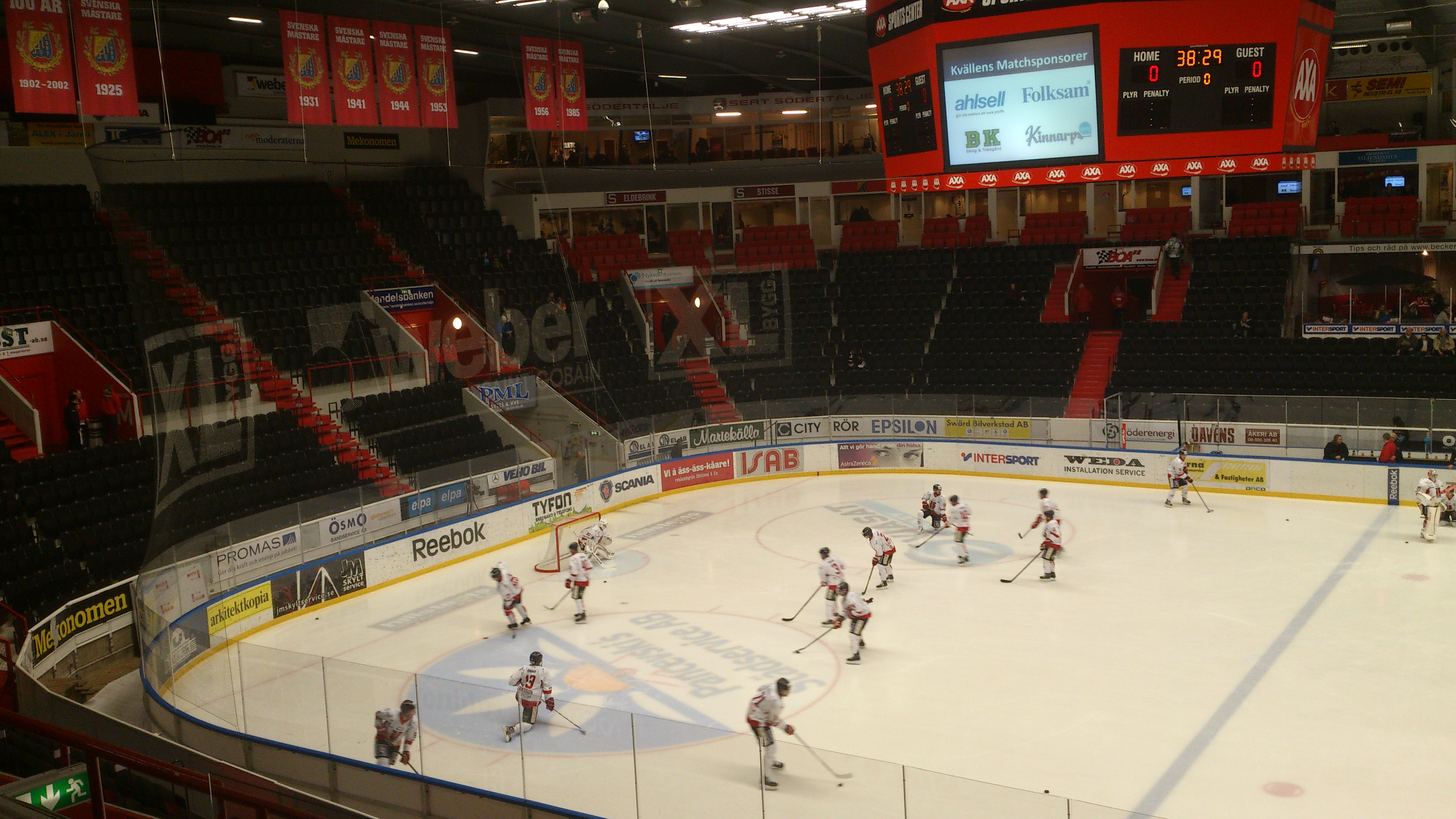
Ishockeyspelare från Örebro HK under uppvärmning i AXA Sports Center

Örebro Hockeyklubb, av föreningen skrivet som Örebro Hockey Klubb, ursprungligen benämnd HC Örebro 90, är en ishockeyklubb i Örebro. Klubben spelar från och med säsongen 2013/2014 i SHL. Klubben spelar sina hemmamatcher i Behrn Arena. Ishallen moderniserades och stod klar hösten 2011 och har efter ombyggnaden plats för drygt 5 500 personer.

## Historik
I Örebro hade Örebro IK sedan 1980-talet varit den enda ishockeyklubben. Som resultat av detta bildade 1990 ett gäng grabbar och deras föräldrar HC Örebro 90. Klubbens ambition var att skapa möjligheter för spelare som inte längre ville satsa eller platsade på elitnivå, men fortfarande ville hålla på med ishockey. Klubbens första ordförande var Patrik Helmén, som senare omkom i en olycka. Till minne av honom spelas varje år en veteranturnering i Örebro.
HC Örebro 90 började i Division 3, vilken är den lägsta divisionen i Örebro län. Till säsongen 1998/1999 hade klubben avancerat till Division II. I januari 1999 gick Örebro IK i konkurs, vilket ledde till att flera spelare gick över till HC Örebro 90. Detta hjälpte klubben att vinna serien och avancera till division 1. I samband med att klubben blev Örebros enda och främsta ishockeyklubb, övertog man även juniorverksamheten från Örebro IK. Vidare bildades ett nytt lag, HC Örnen, som övertog rollen som andra klubb i staden och därmed även den ambition som HC Örebro 90 ursprungligen verkade efter, då HC Örebro 90 blev en elitsatsande ishockeyklubb.
Klubben spelade sin första säsong i Allsvenskan Södra 2001/2002, men ramlade sedan ur serien säsongen 2003/2004. År 2005 ändrade HC Örebro 90 namn till sitt nuvarande namn, Örebro HK. Laget hade under en tid artistnamnet Vipers. Under HCÖ90-tiden kallade man sig Pirates. Inför säsongen 2004/2005 var målet att snabbt ta sig tillbaka till Allsvenskan, och man kom att spela i kvalserien till nya Hockeyallsvenskan. Trots en stor satsning, bl.a. genom en stor investering från det skandalomsusade bolaget Obol Investment, snubblade klubben på mållinjen med att ta sig tillbaka till Hockeyallsvenskan, man lyckades dock avancera till säsongen 2008/2009.
Klubben nådde Kvalserien till Elitserien såväl säsongen 2010/2011 som 2011/2012. Säsongen därpå, 2012/2013, lyckades man inte bara nå kvalet, utan nådde hela vägen till ett Elitserieavancemang. Det är första gången sedan 1979 som staden Örebro fick ett lag i högsta ligan: den gången var det Örebro IK som spelade i Elitserien. I klubbens första säsong i Elitserien, eller SHL, som den namnändrades till, slutade man på en elfte plats, vilket betydde kval. Klubben slutade etta i kvalserien, och var även klara för spel i SHL säsongen 2014/2015. Säsongen 2014/2015 gick det betydligt bättre för klubben, och man slutade på sjätte plats i serien, vilket betydde att klubben var klar för sitt första SM-slutspel. I kvartsfinalen förlorade laget mot blivande mästarna Växjö Lakers Hockey.
Efter att Örebro HK spelat färdigt grundserien säsongen 2016/2017, vilken även hade inneburit missat slutspel för Örebro, meddelade Örebros general manager Pontus Gustafsson den 10 mars 2017 att han slutar efter sex år på sin post. Den 11 mars 2017 meddelade föreningens ordförande Ulf Gejhammar att Mikael Johansson blir ny VD för Örebro HK. Säsongen 2017/2018 blev ekonomiskt stålbad, då man gick in med en mindre spelarbudget, vilket resulterade i en mindre slagkraftig trupp. Under säsongen tillsattes en ny styrelse samt en ny ordförande. Säsongen slutade med en 12:e placering i serien. Inför säsongen 2018/2019 började klubben återigen satsa, på grund av en högre budget på grund av ett nytt tv-avtal. Det nya avtalet ger klubbarna i SHL dryga 45 miljoner mot tidigare cirka 25 miljoner per säsong.
Säsongen 2019/2020 i omgång 51 den 10 mars 2020 utsågs Mathias Bromé av Örebros supportrarna till årets MVP. I sista omgången, omgång 52, möte Örebro Brynäs Monitor ERP Arena i Gävle. En match som spelades, precis som alla andra matcher i sista omgången, inför tomma läktare, detta på grund av Coronavirusutbrottet 2019–2021. Matchen vanns av Örebro med 6–1, vilket innebar att Örebro slutade på åttonde plats i serien utan att för första gången på flertal säsonger på något sätt varit indragen i bottenstriden. Örebro blev klart för åttondelsfinal, där man möter Malmö. På grund Coronavirusutbrottet blev slutspelet i SHL framflyttat till den 24 mars, det som  en följd av regeringens beslut kring publika evenemang. Den 14 mars 2020 skickade SHL skickade in en begäran till Svenska Ishockeyförbundet om att ställa in SM-slutspelet 2019/2020. Det som en konsekvens av Coronavirusutbrottet. Den 15 mars 2020 beslutade Svenska Ishockeyförbundets styrelse att följa SHL:s begäran. Därmed kom samtliga lag som säsongen 2019/2020 tillhört SHL, SDHL, Hockeyallsvenskan eller Hockeyettan att även till säsongen 2020/2021 tillhöra samma serie.
I samband med årsmötet 2018 förklarade vd:n Mikael Johansson att man på sikt skulle ha ett lag i SDHL. Den 29 maj 2020 meddelades att Örebro Hockey skulle ta över damlaget från Örebro Hockey Ungdom, vilka då spelade i division 2. Under sommaren 2020 erbjöds laget en plats i damettan, det efter att Hällefors och Falun som var kvalificerade för att spela i division 1 avsagt sig sina platser. Den 3 september 2020 presenterade Örebro HK sin nya satsning, Örebro Hockey Dam, som från säsongen 2020/2021 är ett av fem lag i Örebro Hockeys verksamhet. Målet med satsningen var att inom en 5-års period skapa förutsättningar både sportsligt och organisatoriskt för att ta steget till SDHL. Säsongen 2020/2021 kom laget spela i DamEttan Västra med en trupp bestående av 34 spelare med Ulf Gyllander som huvudtränare.

## Herrlaget

### Lagledning
Uppdaterad den 3 oktober 2021., 

| Roll                 |         | Lagledning                   | Värvad    | Nationalitet |
| -------------------- | ------- | ---------------------------- | --------- | ------------ |
| VD                   | Sverige | Mikael Johansson             | 2017      | Sverige      |
| GM                   | Sverige | Stefan Bengtzén              | 2019/2020 | Sverige      |
| Sportchef            | Sverige | Niklas Johansson             | 2016/2017 | Sverige      |
| Head Coach           | Sverige | Niklas Eriksson              | 2016/2017 | Sverige      |
| Assisterande tränare | Sverige | Stefan Klockare              | 2021/2022 | Sverige      |
| Asst. Coach          | Sverige | Stefan Nyman                 | 2021/2022 | Sverige      |
| Fystränare           | Sverige | Mattias Mattsson             | 2011      | Sverige      |
| Målvaktstränare      | Sverige | Kristoffer "Hästen" Eriksson | 2014      | Sverige      |
| Läkare               | Sverige | Bengt Hammas                 | 201?      | Sverige      |
| Läkare               | Sverige | Ulf Nordström                | 201?      | Sverige      |
| Materialförvaltare   | Sverige | Håkan Tiderman               | 200?      | Sverige      |
| Materialförvaltare   | Sverige | Emil Kåberg                  | 2014      | Sverige      |
| Materialförvaltare   | Sverige | Niklas "Berra" Lindvall      | 2020/2021 | Sverige      |

#### Tränare
Från 2007 var Hasse Hansson och Peter Holmberg tränare för klubben. De fick lämna sina poster i januari 2009, efter missnöje med resultaten. In kom istället två nygamla profiler, Lars ”Mozart” Andersson och Peter Andersson. Den 9 mars 2010 meddelade klubben att de skulle bli kvar som tränarduo i ytterligare två säsonger.
I april 2011 presenterades Jens Gustavsson som ny assisterande tränare. Han kom närmast från två säsonger som huvudtränare i Borås HC. Gustavsson petades från posten i december 2012. Den tidigare assisterande tränaren Lars ”Mozart” Andersson släppte rollen helt för att enbart arbeta som klubbchef. Våren 2012 utökade Örebro sin ledarstab med Michael Andréasson som målvaktstränare, samt Martin Filander som biträdande sportchef med ansvar för juniorverksamheten.
Inför säsongen 2013/2014 presenterade klubben två nya tränare, Patrik Ross som huvudtränare och Håkan Åhlund som assisterande. Den 7 maj 2013 presenterades Roland Sätterman som klubbens andra assisterande tränare. Den 22 november 2013 avgick Patrik Ross frivilligt, och ersattes den 25 november 2013 av Kent Johansson.
Den 4 oktober 2016 meddelade lagets huvudtränare, Kent Johansson, att han frivilligt lämnar laget. Som tillfällig lösning kom Johan Tornberg och Lars Ivarsson att överta huvudansvaret. Johan Tornberg fick senare rollen som huvudtränare.
Den 5 januari 2017 meddelade Örebro HK att lagets huvudtränare Johan Tornberg samt assisterande tränaren Lars Ivarsson får sparken och ersätts av Niklas Sundblad som huvudtränare med Petri Liimatainen som assisterande tränare. Den 4 december 2018 meddelades att Niklas Sundblad och Petri Liimatainen entledigades från sina uppdrag i Örebro Hockey. Istället tog assisterande tränare Niklas Eriksson över som huvudtränare och assisterad av Henrik Löwdahl samt Jörgen Jönsson. Den 29 mars 2019 meddelade sportchefen Niklas Johansson att Örebro hockey förlängt kontraktet med Niklas Eriksson som huvudtränare för A-laget. Niklas Eriksson tog över rollen som huvudtränare i december 2018, det eter att Niklas Sundblad entledigades från rollen som huvudtränare. Kontraktet med Niklas Eriksson gäller för två säsonger. Samma dag meddelades även att Jörgen Jönsson förlängde sitt kontrakt som assisterande tränare för säsongen 2019/2020. Jörgen Jönsson anslöt som assisterande tränare i december 2018. Den 24 februari 2020 blev det officiellt att assisterande tränare Jörgen Jönsson klar för två nya år, till och med säsongen 2021/2022.

#### Tränare genom tiderna
Denna lista är ofullständig, åren 1990 till 1999 saknas!

- Mikael Tivemark (1990/1991–1993/1994)
- Jens Stellansson (1993/1994–199?/199?)
- Nils-Arne Björk (-2001)
- Lars "Mozart" Andersson (2000/2001)
- Hans Ljunggren (2001/2002–2003/2004)
- Lars "Mozart" Andersson (2004/2005)
- Per Hånberg (2005/2006)
- Per-Arne "Pirro" Alexandersson (2006/2007)
- Hans "Hasse" Hansson (2007/2008–2008/2009)
- Lars "Mozart" Andersson (2008/2009)
- Peter Andersson (2009/2010–2012/2013)
- Patrik Ross (2013/2014)
- Kent Johansson (2013/2014–2016/2017)
- Johan Tornberg (2016/2017)
- Niklas Sundblad (2016/2017–2018/2019)
- Niklas Eriksson (2018/2019–)

### Laguppställning
Uppdaterad den 3 oktober 2021.

| Nr | Nat       | Spelare                   | Pos  | S/H | Ålder | Värvad    | Födelseort                                |
| -- | --------- | ------------------------- | ---- | --- | ----- | --------- | ----------------------------------------- |
| 31 | Norge     | Jonas Arntzen             | M    | L   | 27    | 2019/2020 | Lillehammer, Oppland fylke, Norge         |
| 1  | Sverige   | Jhonas Enroth             | M    | L   | 37    | 2020/2021 | Stockholm, Stockholms län                 |
| 5  | Sverige   | Gustav Backström          | B    | L   | 30    | 2014/2015 | Lindesberg, Örebro län                    |
| 74 | USA       | Nick Ebert                | B    | R   | 31    | 2020/2021 | Livingston, New Jersey, USA               |
| 27 | Sverige   | Simon Forsmark            | B    | L   | 21    | 2020/2021 | Kumla, Örebro län                         |
| 7  | Sverige   | Marcus Hardegård          | B    | L   | 28    | 2021/2022 | Älvsbyn, Norrbottens län                  |
| 51 | Finland   | Kristian Näkyvä           | B    | L   | 34    | 2018/2019 | Helsingfors, Nyland, Finland              |
| 2  | Finland   | Rasmus Rissanen (A)       | B    | L   | 33    | 2018/2019 | Kuopio, Norra Savolax, Finland            |
| 6  | Sverige   | Stefan Warg (C)           | B    | R   | 35    | 2018/2019 | Stockholm, Stockholms län                 |
| 23 | Tjeckien  | Petr Zamorsky             | B    | L   | 32    | 2021/2022 | Zlín, Vysočina, Tjeckien                  |
| 18 | Lettland  | Rodrigo Ābols             | C    | L   | 29    | 2020/2021 | Riga, Lettland                            |
| 12 | Sverige   | Filip Barklund            | C/LW | L   | 22    | 2020/2021 | Stockholm, Stockholms län                 |
| 10 | Sverige   | Leo Carlsson              | C    | L   | 20    | 2021/2022 | Karlstad, Värmlands län                   |
| 73 | Sverige   | Oliver Eklind             | C/LW | L   | 27    | 2020/2021 | Kumla, Örebro län                         |
| 40 | Sverige   | Elias Ekström             | W    | L   | 23    | 2020/2021 | Hällefors, Örebro län                     |
| 34 | Sverige   | Adam Hofbauer             | C    | L   | 22    | 2021/2022 | Stockholm, Stockholms län                 |
| 96 | Sverige   | Robin Kovács              | W    | L   | 28    | 2019/2020 | Toronto, Ontario, Kanada                  |
| 36 | Sverige   | Emil Larsson (A)          | LW   | L   | 31    | 2020/2021 | Gävleborgs län                            |
| 62 | Finland   | Robert Leino              | C/RW | R   | 32    | 2020/2021 | Tavastehus, Egentliga Tavastland, Finland |
| 33 | Sverige   | Christopher Mastomäki (A) | C    | L   | 28    | 2017/2018 | Nacka, Stockholms län                     |
| 39 | Finland   | Joel Mustonen             | C/LW | L   | 32    | 2021/2022 | Uleåborg, Norra Österbotten, Finland      |
| 29 | Sverige   | Milton Oscarson           | C/RW | L   | 22    | 2021/2022 | Kumla, Örebro län                         |
| 71 | Finland   | Juuso Puustinen           | W    | R   | 37    | 2021/2021 | Kuopio, Norra Savolax, Finland            |
| 20 | Finland   | Miikka Salomäki           | W    | R   | 32    | 2021/2021 | Brahestad, Norra Österbotten, Finland     |
| 21 | Sverige   | Linus Öberg               | C/RW | R   | 24    | 2019/2020 | Vänersborg, Västra Götalands län          |

### Säsongsprestationer
| Säsong       | Division                        | Placering    | Vårserie/playoff                     | Slutspel/kval                                                                    |
| HC Örebro 90 | HC Örebro 90                    | HC Örebro 90 | HC Örebro 90                         | HC Örebro 90                                                                     |
| ------------ | ------------------------------- | ------------ | ------------------------------------ | -------------------------------------------------------------------------------- |
| 1991/1992    | Division III Västmanland/Örebro | 9            |                                      |                                                                                  |
| 1992/1993    | Division III Värmland/Örebro    | 7            |                                      |                                                                                  |
| 1993/1994    | Division III Örebro             | 4            | 8:a Division III Mix Värmland/Örebro | [ 32 ]                                                                           |
| 1994/1995    | Division III Värmland/Örebro    | 1            | Playoff: Besegrar Kolbäck            | 3:a i kval till Division II                                                      |
| 1995/1996    | Division III Värmland/Örebro    | 4            |                                      |                                                                                  |
| 1996/1997    | Division III Värmland/Örebro    | 3            | Playoff: Besegrar Skultuna           | 1:a i kval till Division II Västra B, uppflyttade                                |
| 1997/1998    | Division II Västra B            | 6            | 1:a i fortsättningsserien            | Playoff: Utslagna av Arvika                                                      |
| 1998/1999    | Division II Västra B            | 4            | 4:a i Västra Alltvåan                | Kvalificerade för nya Division I                                                 |
| 1999/2000    | Division I Västra B             | 3            | 5:a i Allettan Västra                |                                                                                  |
| 2000/2001    | Division 1 Västra B             | 1            | I:a i Allettan Västra                | 1:a i Förkval Västra 2:a i kvalserien, uppflyttade                               |
| 2001/2002    | Allsvenskan Södra               | 12           | 4:a i vårserien                      |                                                                                  |
| 2002/2003    | Allsvenskan Södra               | 11           | 6:a i vårserien                      |                                                                                  |
| 2003/2004    | Allsvenskan Södra               | 10           | 8:a i vårserien                      | 3:a i kvalserien till Allsvenskan södra, nerflyttade                             |
| 2004/2005    | Division 1 Västra               | 1            |                                      | 3:a i Norra kvalserien                                                           |
| Örebro HK    |                                 |              |                                      |                                                                                  |
| 2005/2006    | Division 1E                     | 2            |                                      | Playoff: Utslagna av Mariestad                                                   |
| 2006/2007    | Division 1C                     | 1            | 2:a i Allettan Östra                 | Playoff: Utslagna av Piteå                                                       |
| 2007/2008    | Division 1E                     | 1            | 3:a i Allettan Södra                 | Playoff: Besegrar Tranås; utslagna av Asplöven                                   |
| 2008/2009    | Division 1E                     | 1            | 2:a i Allettan Södra                 | Playoff: Besegrar Enköping, 1:a i kvalserien till Hockeyallsvenskan, uppflyttade |
| 2009/2010    | Hockeyallsvenskan               | 10           |                                      |                                                                                  |
| 2010/2011    | Hockeyallsvenskan               | 3            |                                      | 5:a i Kvalserien till Elitserien                                                 |
| 2011/2012    | Hockeyallsvenskan               | 1            |                                      | 5:a i Kvalserien till Elitserien                                                 |
| 2012/2013    | Hockeyallsvenskan               | 6            | 1:a i Playoffserien                  | 1:a i Kvalserien till Elitserien, uppflyttade                                    |
| 2013/2014    | Svenska Hockeyligan             | 11           |                                      | 1:a i Kvalserien till SHL                                                        |
| 2014/2015    | Svenska Hockeyligan             | 6            |                                      | SM: Utslagna av Växjö Lakers i kvartsfinal                                       |
| 2015/2016    | Svenska Hockeyligan             | 8            |                                      | SM: Utslagna av HV71 i åttondelsfinal                                            |
| 2016/2017    | Svenska Hockeyligan             | 12           |                                      |                                                                                  |
| 2017/2018    | Svenska Hockeyligan             | 12           |                                      |                                                                                  |
| 2018/2019    | Svenska Hockeyligan             | 10           |                                      | SM: Utslagna av Växjö i åttondelsfinal                                           |
| 2019/2020    | Svenska Hockeyligan             | 8            |                                      | SM: Inställt                                                                     |
| 2020/2021    | Svenska Hockeyligan             | 6            |                                      | SM: Besegrar Leksand, utslagna av Växjö i semifinal                              |
| 2021/2022    | Svenska Hockeyligan             | 7            |                                      | SM: Besegrar Brynäs, utslagna av Luleå i kvartsfinal                             |
| 2022/2023    | Svenska Hockeyligan             | 4            |                                      | SM: Besegrar Timrå, utslagna av Skellefteå i semifinal                           |
| 2023/2024    | Svenska Hockeyligan             | 10           |                                      | SM: Utslagna av Luleå                                                            |

Anmärkningar
1. ↑  2020 ställdes SM in på grund av Coronaviruspandemin

### Profiler i klubben
Nedan anges profiler som har eller spelar i klubben.

- Nils-Arne Björk (säsongen 1973/74-1985/86) (spelare, tränare)
- Lars Andersson (säsongen 1974/75-1987/88) (spelare, tränare)
- Niklas Lihagen (säsongen 2000/2001–2004/2005, 2007/2008–2012/2013)
- Trevor Kidd (målvakt säsongen 2004/2005)
- Håkan Åhlund (säsongen 2005/2006)
- Pirro Alexandersson (tränare 2006/2007)
- Kristian Gahn (säsongen 2007/2008)
- Gordie Dwyer (säsongen 2008/2009)
- Peter Andersson (assisterande tränare säsongen 2008/2009)
- Ryan Gunderson (säsongen 2010/2011)
- Mark Owuya (säsongen 2009/2010)
- Stefan Ridderwall (säsongen 2012/2013)
- Matt Keith (säsongen 2011/2012)
- Dustin Kohn (säsongen 2011/2012)
- Ville Nieminen (säsongen 2011/2012)
- Carl Gunnarsson (säsongen 2012/2013 på grund av lockouten i NHL)
- Mason Raymond (säsongen 2012/2013 på grund av lockouten i NHL)
- Ben Walter (säsongen 2013/2014)
- Justin DiBenedetto (säsongen 2013/2014)
- Dan Iliakis (2012/2013)
- Patrick Yetman (2012/2013)
- Emil Kåberg (2011/2012–2013/2014)
- Conny Strömberg (2009/2010–2011/2012, 2012/2013–2013/2014)
- Daniel Sondell (säsongen 2013/2014)
- Tomas Skogs (2013/2014–2014/2015)
- Tim Wallace (2013/2014–2014/2015)
- Brian Willsie (2013/2014–2014/2015)
- Jared Aulin (2011/2012–2014/2015)
- Henrik Löwdahl (1998/1999–2015/2016)
- Derek Ryan (2014/2015)
- Petr Zamorsky (2015/2016–2016/2017)
- Marko Anttila (2013/2014–2015/2016)
- Ville Viitaluoma (2013/2014–2015/2016)
- Martin Johansson (2013/2014–2016/2017)
- Kent Johansson (2013/2014–2016/2017)
- Johan Tornberg (2013/2014–2016/2017)
- Július Hudáček (2014/2015–2016/2017)
- Joakim Andersson (2015/2016–2017/2018)
- Alexander Hellström (2015/2016–2017/2018)
- Johan Wiklander (2010/2011–2017/2018)
- Daniel Viksten (2014/2015–2017/2018)
- Sakari Manninen (2017/2018)
- Kalle Olsson
- Marcus Weinstock
- Eero Kilpeläinen
- Tylor Spink
- Tyson Spink
- Tom Wandell
- Aaron Palushaj
- Rodrigo Abols
- Nick Ebert

### Årets mest värdefulla spelare
Sedan säsongen 2008/2009 utser supporterklubben 14-3 säsongens vinnare av årets MVP, det vill säga årets mest värdefulla spelare, i Örebro Hockey. Vid två tillfällen har en och samma spelare utsetts till årets MVP, Henrik Löwdahl säsongen 2009/2010 och 2013/2014. Glenn Gustafsson blev säsongen 2016/2017, den yngste någonsin att motta priset.

- 2020/2021: Robin Kovacs
- 2019/2020: Mathias Bromé
- 2018/2019: Nick Ebert
- 2017/2018: Tom Wandell
- 2016/2017: Glenn Gustafsson
- 2015/2016: Alexander Hellström
- 2014/2015: Július Hudáček (utsågs samma år av ligan till årets målvakt och MVP.)[41]
- 2013/2014: Henrik Löwdahl
- 2012/2013: Marcus Weinstock
- 2011/2012: Jared Aulin
- 2010/2011: Ryan Gunderson
- 2009/2010: Henrik Löwdahl
- 2008/2009: Daniel Wågström

## Supporterklubben 14-3 Örebro
14-3 Örebro är den officiella supporterföreningen för Örebro Hockey. Namnet kommer från ett matchresultat från 16 november 1988 mot Grums IK. Tidigare har det stått att 14-3 verkar aktivt för ett namnbyte till ÖIK, vilket är inkorrekt. Felet kommer från några gamla kvarlevande ramsor från den tidigare hockeyklubben där vissa fortfarande sjunger ÖIK istället för det korrekta ÖHK. Men även genom att en del supportrar väljer att kalla föreningen för ÖIK istället för det korrekta ÖHK.